# Santa Cruzov divovski lopoč
Santa Cruzov divovski lopoč (lat. Victoria cruziana), jedna od dviju vrsta lopočevki  (Nymphaeaceae), vodenih trajnica iz roda viktorija (Victoria).
Ova vrsta je slična divovskom amazonskom lopoču, a raste južnije od njega, točnije u Argentinskim pokrajinama Chaco, Corrientes, Entre Ríos, Formosa i Santa Fe) i Paragvaju, u departmanima Central i Presidente Hayes, dok je u Indiju uvedena. Česta je i po botaničkim vrtovima.
Promjeri plutajućih listova su do 2 metra u promjeru, a rubovi su uzdignuti do 20 cm. Cvjetovi su mu veliki, traju dva dana, prvi dan su bijele boje, a drugi dan je promjene u ružičastu i purpurnu. Noću cvjetovi intenzivno mirišu na ananas i privlače kukce zbog oprašivanja. Nakon cvatnje i oplodnje cvijet se zatvori i povuče se u vodu. Sjemenke ovog lopoča su crne boje, veličine graška, a dozrijet će na dnu.
Rod je dobio ime u čast kraljice Viktorije.

## Vanjske poveznice
|  | Zajednički poslužitelj ima još gradiva o temi Victoria cruziana |
|  | Wikivrste imaju podatke o taksonu Victoria cruziana             |